# Osiera Mebounou
Osiera Mebounou de son nom complet Jeanne Osiera Mebounou, est une journaliste, rédactrice, présentatrice de TV et radio, mannequin et entrepreneure camerounaise originaire d'Ebolowa dans la région du Sud Cameroun.

## Biographie

### Enfance et formation
Osiera Mebounou obtient une licence professionnelle en 2017. Depuis le collège, son physique l’a orientée vers le mannequinat et les concours de beauté. Elle est titulaire d'un master 2 en communication et marketing. Diplômée en communication des organisations de l’ESSTIC (École supérieure des sciences et techniques de l'information et de communication de Yaoundé), l’avant-dernière née de sa famille, pilote de nombreux projet, mannequin, Miss, chef d’entreprise, actrice, présentatrice, communicatrice.

### Carrière
Elle participe au concours Miss Nations Uniesle 24 octobre 2015[Quand ?]. À 19 ans, elle devient ainsi la toute première Miss Nations Unies (Cameroun). Elle commence sa carrière professionnelle assez tôt par la mode. En 2014, elle défile pour une marque camerounaise[Laquelle ?]. Elle est retenue à son premier casting pour la présentation de la nouvelle collection du styliste Israël B Couture au Djeuga. Elle a incarné en 2017, le rôle principal dans le court métrage "Devoted" de l’acteur et producteur camerounais Benjamin Eyaga[réf. nécessaire]. Elle a couvert la 72e édition du festival de Cannes, en tant que rédactrice en chef du webzine Culture Ebène.

## Distinction
- À 19 ans, elle devient la toute première Miss Nations Unies (Cameroun)[5],[6].
- Prix meilleur entrepreneure aux Awards des Miss, mannequins et entrepreneurs en 2024[7].